# Zentrale Marinedienststelle
Die Zentrale Marinedienststelle war eine Höhere Kommandobehörde der Bundesmarine, die dem Inspekteur der Marine direkt unterstand. Sie wurde am 1. August 1957 in Bonn aufgestellt und bereits am 31. März 1959 wieder aufgelöst.

## Allgemeines
Absicht der Marineführung war es, eine Dienststelle für verschiedene allgemeine Aufgaben der Marine aufzustellen, die die Bezeichnung Marineamt tragen sollte. Am 1. August 1957 wurde Fregattenkapitän Zädow zum Leiter einer neuen Dienststelle mit der Bezeichnung VP Marineamt (VP = Vorauspersonal) ernannt. Im Mai 1958 wurde die Dienststelle in Zentrale Marinedienststelle umbenannt und der bereits Anfang 1958 aufgelösten Unterabteilungsleiter D Schiffe des Führungsstabs der Marine, Kapitän zur See Alfred Eichler, mit der Führung beauftragt. Mit diesem Organisationsvorschlag konnte sich die Marine innerhalb des Bundesministeriums der Verteidigung nicht durchsetzen und löste die Zentrale Marinedienststelle zum 31. März 1959 wieder auf. Die Aufgaben der vormaligen Unterabteilung D wurden in die neue Unterabteilung V Schiffe und Waffen des Führungsstabs der Marine überführt, die übrigen Aufgaben an das Kommando der Flottenbasis übergeben.
Leiter der Dienststelle war der Kapitän zur See Alfred Eichler.

## Aufgaben
Die neue Dienststelle sollte zunächst die Aufgaben STAN, Nautik und Dienstvorschriften der Marine übernehmen. Im Januar 1958 wurde sie außerdem mit den Aufgaben betraut, die bisher in der Unterabteilung D des Führungsstabs der Marine wahrgenommen wurden. Es handelte sich dabei um die Zuständigkeit für Schiffe, Maschinen,  Artillerie- und Überwasserwaffen, Torpedo-, Raketen- und U-Jagdwaffen, Minen und Minenabwehr.